# Portmore
Portmore est une ville côtière de la paroisse Sainte-Catherine, dans le comté de Midlesex en Jamaïque. Portmore s'est développée à partir des années soixante en faisant office de ville-dortoir pour ses voisines Kingston et Spanish Town devenant après ces deux villes historiques, la troisième ville la plus importante par la population de la Jamaïque.